# 東山奈央
東山奈央（日语：／ Tōyama Nao，1992年3月11日—）是日本的女性聲優、歌手，血型A型，於日本播音演技研究所研修科畢業，目前事務所為INTENTION。

## 经历
东山的父亲是归国子女，父亲讲英语、母亲讲日语，东山从小在双语环境中成长，也因此擅长英语。学生时期就读于初高中一贯制学校。中学2年生的时候受同级生的声优志愿的影响，尝试照台词配音后发现當声优的乐趣，从而也立志成为声优 。在升入高校的同时进入日本播音演技研究所进行声优修习，声优修习毕业后加入ARTSVISION事务所。在大学考试阶段，学业和事业兼顧，都被合格录取。
在2010年10月开始播放的电视动画《只有神知道的世界》和《STAR DRIVER 閃亮的塔科特》中分別以中川加儂和兩個角色正式出道。《只有神知道的世界》作者若木民喜在Twitter上对选用东山奈央这样评论道：“既然是动画，偶像角色就是要让新人担当。”。
2014年4月1日，離開原所屬經紀公司ARTSVISION。同年5月1日，加入鈴村健一設立的事務所INTENTION。
2016年11月17日，宣佈歌手出道，並開設官方網站及Twitter、LINE帳戶。
2019年，獲得第13回聲優獎的助演女優賞與遊戲賞。

## 演出作品
※粗體字為主要角色。

### 電視動畫
2010年
- 只有神知道的世界（中川加儂）
- STAR DRIVER 閃亮的塔科特
- 閃光的夜襲（小孩）

2011年
- 青之驅魔師（泥泥、王者之劍）
- 恶魔阿萨谢尔在召唤你（女高中生 #5、过路人 #6）
- 亚斯塔萝黛的后宫玩具（伊索忒）
- 異國迷宮的十字路口（湯音）
- 境界線上的地平線（瑪戈特·奈特）
- 最後流亡-銀翼的飛夢-（菲莉希德）
- 战国少女~桃色異傳~（姑娘）

2012年
- 交響詩篇AO（美芙·麥卡佛瑞、諾亞、アラタ・ミユ、デモの女）
- AKB0048（維拉）
- 戰姬絕唱SYMPHOGEAR（寺島詩織、學生A）
- 天才麻將少女 阿知賀篇 episode of side-A（新子憧）
- 櫻花莊的寵物女孩（女子A、桃子）
- 心連·情結（圓城寺紫乃）
- 境界線上的地平線II（瑪戈特·奈特）
- 要聽爸爸的話！（露娜露露）
- 惡魔奶爸（幽子）

2013年
- 魔王勇者（女僕妹〈農奴妹〉）
- AKB0048 Next Stage（维拉）
- 我女友與青梅竹馬的慘烈修羅場（夏川真那）
- LoveLive!（高坂雪穗）
- THE UNLIMITED 兵部京介（夕霧）
- 打工吧！魔王大人（佐佐木千穗）
- 銀河機攻隊 莊嚴皇子（山田佩子）
- 果然我的青春戀愛喜劇搞錯了。（由比濱結衣）
- 戰姬絕唱SYMPHOGEAR G（寺島詩織）
- 幸福光暈 ～More Aggressive～（小友）
- 黃金拼圖（九條可憐）
- 穿透幻影的太陽（梅爾蒂娜·梅爾威斯）
- 只有神知道的世界 女神篇（中川加儂／阿波羅）
- 蒼藍鋼鐵戰艦（八月一日靜）
- 伽利略少女（卡蓮）

2014年
- 鐵金剛少女Z（達普拉斯M2）
- 流浪神差（少女）
- 愚者信長（卑彌呼）
- 天才麻將少女 全國篇（新子憧）
- 魔法戰爭（相羽六）
- 農林（中澤工）
- 偽戀（桐崎千棘）
- 犬神同學和貓山同學（貓山鈴）
- 魔法科高中的劣等生（琵庫希）
- LoveLive!第二季（高坂雪穗）
- GLASSLIP（深水陽菜）
- 生存遊戲社（豪德寺佳代）
- 前進吧！登山少女 Second Season（黑崎穗香）
- CROSSANGE 天使與龍的輪舞（西爾維亞·斑鳩·御摺木）
- 愛·天地無用！（川流桃）
- TRINITY SEVEN（莉賽洛德·夏洛克）
- 棺姬嘉依卡 AVENGING BATTLE（娥蘇拉·塔特拉12）
- （相樂惠美）

2015年
- 軍人少女！（魯特加爾尼可夫中尉、艾美露）
- 艦隊Collection -艦Colle-（金剛、比叡、榛名、霧島、高雄、愛宕）
- 偶像大師 灰姑娘女孩（川島瑞樹）
- Go！Princess 光之美少女（泡芙）
- 果然我的青春戀愛喜劇搞錯了。續（由比濱結衣）
- 偽戀:（桐崎千棘）
- 你好！！黃金拼圖（九條可憐）
- GATE 奇幻自衛隊 在彼方的土地，如斯的戰鬥（蕾萊·拉·列娜）
- 戰姬絕唱SYMPHOGEAR GX（寺島詩織）
- 空戰魔導士培訓生的教官（蕾克蒂·艾森納赫）
- 落第騎士英雄譚（黑鐵珠雫）
- 學戰都市Asterisk（克勞蒂雅·恩菲爾德）

2016年
- GATE 奇幻自衛隊 在彼方的土地，如斯的戰鬥 第2期（蕾萊·拉·列娜）
- 幸運邏輯（維納斯）
- 學戰都市Asterisk 第2期（克勞蒂雅·恩菲爾德）
- 爆音少女！！（鈴乃木凜）
- 田中君總是如此慵懶（早夜）
- 超時空要塞Δ（蕾娜·布勞拉）
- 火影忍者疾風傳（宇智波佐助〈嬰兒期、幼兒期〉）
- 少年阿貝GO！GO！小芝麻（小芝麻）
- Regalia 三聖星（凱伊·提亞斯）
- 這個美術社大有問題！（伊萬莉瑪麗亞）
- 終末的伊澤塔（蘿黛）
- 魔法少女育成計畫（白雪／姬河小雪）
- 吹響吧！上低音號2（傘木希美）
- 長騎美眉（倉田亞美）

2017年
- 青之驅魔師 京都不淨王篇（泥泥）
- 鎖鏈戰記 ～赫克賽伊塔斯之閃光～（穆吉卡）
- 偶像事變（光武莉娜）
- 碧藍幻想（露莉亞）
- 月色真美（園田涼子）
- 戰鬥女子學園（天野望）
- 異世界食堂（伊莉絲）
- 18if（神崎由莉娜）
- 歡迎來到實力至上主義的教室（一之瀨帆波）
- BORUTO-火影新世代-NARUTO NEXT GENERATIONS-（蛇莓）

2018年
- 搖曳露營△（志摩凜）
- Overlord（威克提姆）
- 沒有心跳的少女 BEATLESS（蕾西亞）
- 妖怪旅館營業中（津場木葵）
- 重神機潘多拉（劉可依）
- DEVILSLINE 惡魔戰線（天城那那子）
- 前進吧！登山少女 Third Season（黑崎穗香）
- 茜色少女（米亞·西爾弗斯通）
- 青春豬頭少年不會夢到兔女郎學姊（古賀朋繪）
- 來自繽紛世界的明日（川合胡桃）
- Radiant 虛空魔境（梅爾巴小姐）
- 哥布林殺手（妖精弓手）
- 大人的防具店（莉莉艾塔）
- 叛逆性百萬亞瑟王（丘比特）

2019年
- 荒野的壽飛行隊（莉莉可）
- 流汗吧！健身少女（吉娜·波特）
- 胡蝶綺 ～少年信長～（阿市、織田信勝〈勘十郎〉）
- 名侦探柯南（伊部遥）
- 喜歡本大爺的竟然就妳一個？（洋木茅春）
- 入間同學入魔了！（克洛凱爾·凱洛莉／庫洛姆）
- Z/X Code reunion（獅子島·L·七尾）
- 歌舞伎町夏洛克（瑪麗·蒙斯坦）

2020年
- 戀愛小行星（櫻井美景）
- 房間露營△（志摩凜）
- 〈Infinite Dendrogram〉-無盡連鎖-（迅羽）
- 格萊普尼爾（青木紅愛）
- 果然我的青春戀愛喜劇搞錯了。完（由比濱結衣）
- 出租女友（更科瑠夏）
- Re：從零開始的異世界生活  2nd season（達芙妮）
- 小碧藍幻想!（露莉亞）
- 憂國的莫里亞蒂（路易斯·詹姆斯·莫里亞蒂（幼年））
- 魔法科高中的劣等生 來訪者篇（琵庫希）

2021年
- 搖曳露營△ SEASON2（志摩凜）
- 轉生成蜘蛛又怎樣！（卡娜迪雅·賽莉·亞納巴魯多／大島叶多）
- 大人的防具店II（莉莉艾塔、蘿莉艾塔）
- 入間同學入魔了！第2期（克洛凱爾·凱洛莉）
- 新幹線戰士Z（安城長良）
- 桃子男孩渡海而來（命）
- 我們的重製人生（河瀨川英子）
- 精靈幻想記（莉賽蘿黛·庫雷提雅）
- 白沙的Aquatope（米倉Marina）
- 異世界食堂2（希爾妲）
- 因為不是真正的夥伴而被逐出勇者隊伍，流落到邊境展開慢活人生（梅格莉雅）

2022年
- 鬼滅之刃 遊郭篇（須磨）
- SLOW LOOP-女孩的釣魚慢活-（吉永虹）
- 少女前線（格琳娜）
- 天才王子的赤字國家重生術（洛薇蜜娜）
- 超異域公主連結 Re:Dive Season 2（日和）
- 作為女主角！～被討厭的女主角與秘密的工作～（高見澤亞里紗）
- 哆啦A夢（風子）
- 杜鵑婚約（瀨川彌）
- Love Live! 虹咲學園學園偶像同好會
- 出租女友 第2期（更科瑠夏）
- 神渣☆偶像（最上淺緋）
- 歡迎來到實力至上主義的教室 2nd Season（一之瀨帆波）
- 打工吧！！魔王大人（佐佐木千穗）
- 花火醬總是遲到（堀江タコスロ墨）
- 入間同學入魔了！第3期（克洛凱爾·凱洛莉）
- 前進吧！登山少女 Next Summit（黑崎穗香）
- 艦隊Collection 總有一天，在那片海（旁白、金剛、榛名）

2023年
- 間諜教室（席薇亞）
- 萬事屋齋藤先生轉生異世界（菈芳潘）
- 海盜戰記 SEASON 2（羅塔）
- 在異世界獲得超強能力的我，在現實世界照樣無敵～等級提升改變人生命運～（奈特）
- 偶像大師 灰姑娘女孩 U149（川島瑞樹）
- 出租女友 第3期（更科瑠夏）
- BLEACH 千年血戰篇（吉賽爾·茱耶爾）
- 英雄教室（蘇菲）
- 公司的小小前輩（鮎川星〈直播主〉）
- SHY靦腆英雄（小石川惟子）
- 哥布林殺手II（妖精弓手）
- 靠著魔法藥水在異世界活下去！（賽萊斯蒂娜）
- 堤亞穆帝國物語～從斷頭台開始，公主重生後的逆轉人生～（拉斐娜·奧路加·威爾加）
- 鴨乃橋論的禁忌推理（卯咲萌芙）

2024年
- 歡迎來到實力至上主義的教室 3rd Season（一之瀨帆波）
- 青之驅魔師 島根啓明結社篇（泥泥）
- 休假的壞人先生（山野）
- 指尖相觸，戀戀不捨（中園愛瑪）
- 因為不是真正的夥伴而被逐出勇者隊伍，流落到邊境展開慢活人生 2nd（梅格莉雅）
- 愚蠢天使與惡魔共舞（棚橋夕香）
- 終末的火車前往何方？（中富葉香）
- 搖曳露營△ SEASON3（志摩凜）
- 老夫老妻重返青春（齋藤詩織）
- 魔王學院的不適任者 II ～史上最強的魔王始祖，轉生就讀子孫們的學校～（亞露卡娜）
- 聲優廣播的幕前幕後（柚日咲芽玖瑠）
- 夜晚的水母不會游泳（亞璃惠瑠）
- 鬼滅之刃 柱訓練篇（須磨）
- 魔法科高中的劣等生 第3期（琵庫希）
- 恰如細語般的戀歌（天澤鏡）
- 吹響吧！上低音號3（傘木希美）
- SHY靦腆英雄 第2期（小石川惟子）
- 曾經、魔法少女和邪惡相互為敵。（絲皮柯）
- 金剛戰神U（牧葉光）
- 去參加聯誼，卻發現完全沒有女生在場（琥珀）
- 青之驅魔師 雪之盡頭篇（泥泥）
- 精靈幻想記2（莉賽蘿黛·庫雷提雅）
- 星辰墜落之國的妮娜（姆夫路姆）
- 聽說你們要結婚！？（克勞蒂亞）
- 鴨乃橋論的禁忌推理 2nd Season（卯咲萌芙）
- 七大罪 啟示錄四騎士 第2期（蘿絲班克）
- 妖怪學校的菜鳥老師！（狸塚豆豆）

2025年
- SAKAMOTO DAYS 坂本日常（坂本葵）
- 異修羅（黑曜莉娜莉絲）
- S級怪獸《貝希摩斯》被誤認成小貓，成為精靈女孩的騎士（寵物）一起生活（瑪麗埃塔）
- 遲早是最強的鍊金術師？（瑪莉亞）
- 想星的亞庫艾里翁 Myth of Emotions（海達）
- 記憶縫線YOUR FORMA（比加）
- 鄉下大叔成為劍聖（亞琉希雅·席特拉斯）
- 不會拿捏距離的阿波連同學 season2（玉那霸陸）
- 前橋魔女（三葉凛子）
- MIRU 我的未來（美穗）
- mono女孩（志摩凜）
- 搖滾樂是淑女的嗜好（高柳弥生）
- 靈異教師神眉（中島法子）
- 出租女友 第4期（更科瑠夏）
- 青春豬頭少年不會夢到聖誕服女郎（古賀朋繪）
- 杜鵑婚約（第2期）（瀨川彌）
- 歌聲是法式千層酥（仙石喜歌）
- 正能量企鵝（水藍色小企鵝）
- 機械女僕·瑪麗（瑪麗）
- 妖怪旅館營業中 貳（津場木葵）

時期未定
- 魔法少女育成計畫restart（白雪）

### 動畫電影
2011年
- 鋼之鍊金術師 嘆息之丘的聖星（卡莉娜）

2012年
- 青之驅魔師―劇場版―（泥泥）
- Code Geass 亡國的阿基德 第1章「翼龍翔臨」（克蘿·溫克爾）
- 花之詩女 GOTHICMADE（村莊的小孩）
- 電影 Smile 光之美少女！兒童圖畫書裡的世界都不協調！（犬）

2013年
- Code Geass 亡國的阿基德 第2章「被撕裂的翼龍」（克蘿·溫克爾）
- STAR DRIVER 閃亮的塔科特 THE MOVIE（スガタメ・タイガー）

2015年
- 劇場版 蒼藍鋼鐵戰艦 -ARS NOVA- DC（八月一日靜）
- 劇場版 蒼藍鋼鐵戰艦 -ARS NOVA- Cadenza（八月一日靜）
- LoveLive! 學園偶像電影（高坂雪穗）
- Code Geass 亡國的阿基德 第3章「輝煌之物從天墮下」（克蘿·溫克爾）
- Go！Princess 光之美少女 Go！Go！！豪華三部曲！！！（泡芙）
- 光之美少女 All Stars 春之嘉年華♪（泡芙）

2016年
- 光之美少女 All Stars 大家歌唱吧♪奇跡的魔法！（泡芙）
- 黃金拼圖 Pretty Days（九條可憐）
- 劇場版艦隊Collection（金剛、比叡、霧島）
- 喜歡上你的那瞬間。～告白實行委員會～（高見澤亞里紗）

2017年
- 劇場版 TRINITY SEVEN -悠久圖書館與鍊金術少女-（莉賽洛德·夏洛克）
- 光之美少女 Dream Stars!（泡芙、狩野沙也加）
- 劇場版 吹響吧！上低音號～想傳達的旋律～（傘木希美）

2018年
- 劇場版 超時空要塞Δ 激情的女武神（蕾娜·布勞拉）
- 莉茲與青鳥（傘木希美）

2019年
- 劇場版 TRINITY SEVEN -天空圖書館與緋紅的魔王-（莉賽洛德·夏洛克）
- 生日幻境（嗶波）
- 青春豬頭少年不會夢到懷夢美少女（古賀朋繪）

2020年
- 怪物彈珠 THE MOVIE 路西法 絕望的黎明（列維）

2021年
- 劇場版 黃金拼圖 Thank you!!（九條可憐）
- 劇場版 超時空要塞Δ 絕對LIVE!!!!!!（蕾娜·布勞拉）
- 扶桑花女孩之舞（幼年日羽）

2022年
- 電影版 搖曳露營△（志摩凜）

2023年
- 青春豬頭少年不會夢到嬌憐外出妹（古賀朋繪）
- 特別篇 吹響吧！上低音號～合奏團競賽篇～（傘木希美）
- 青春豬頭少年不會夢到紅書包女孩（古賀朋繪）

2024年
- 大室家 dear sisters（三輪藍）
- Code Geass 奪還的Roze（凱薩琳·薩巴斯拉）
- 大室家 dear friends（三輪藍）

2025年
- 愉快動物餅 THE MOVIE（長頸鹿）

### OVA
2010年
- 小雞之戀（美沙）※夏ドキッ★りぼんっ子パーティー55上映作品

2011年
- 只有神知道的世界 4人與偶像（中川加儂）

2012年
- 霸凌（君島文香）※Ciao 2012年3月號附錄

2013年
- 魔法少女☆偶像之星 加儂100%（中川加儂）※漫畫第22卷附贈DVD特別版
- 暗殺教室（潮田渚）※JUMP SUPER ANIME TOUR 2013上映作品
- 侵略！花枝娘（少女）※漫畫第14卷附贈DVD限定版
- 天才麻將少女阿知賀編 episode of side-A（新子憧 ）※電視版後續（AT-X、網路配信）

2014年
- 絶滅危愚少女 Amazing Twins（綾）
- 偽戀（桐崎千棘）※漫畫第14卷附贈DVD同捆版

2015年
- 幸福光暈〜畢業寫真〜（小朋）
- 偽戀（桐崎千棘）※漫畫第16卷、第17卷附贈DVD同捆版
- 告白實行委員會 ～戀愛系列～（高見澤亞理紗）

2016年
- （由比濱結衣）
- 噬血狂襲 OVA II（江口結瞳）

2017年
- 噬血狂襲 OVA II（江口結瞳）

2018年
- 噬血狂襲 OVA III（江口結瞳）

2019年
- 噬血狂襲 OVA III（江口結瞳）

### 網路動畫
2011年
- 武装中学生（瀨波光）

2017年
- 玉家當鋪（美尋）

2019年
- 齊木楠雄的災難 再啟動篇（鈴宮陽衣）

2021年
- 少女前線 人形小劇場 -治癒篇2-（格琳娜）

2022年
- BASTARD!!暗黑破壞神（希拉·梅塔·利卡那）

### 遊戲
2010年
- 劍與魔法與學園。2（博沃洛內）
- 武裝神姬 BATTLE RONDO（スプーン型MMS メリエンダ）

2011年
- 閃亮的塔科特 銀河少年的傳說

2012年
- 太鼓之達人 小龍與不可思議的寶玉（女高音公主、ラルコ、リヴァ）
- 君と一緒に2（小早川佐奈）
- 桃色大戰（椿ゆに、クロノス・クロニカ）
- UNDER NIGHT IN-BIRTH（巴荻斯塔）
- 偶像大師 灰姑娘女孩（川島瑞樹）

2013年
- 女友伴身邊（相樂惠美）
- 艦隊Collection -艦Colle-（金剛、比叡、榛名、霧島、高雄、愛宕、摩耶、鳥海、綾波、敷波、Jervis）
- 巴哈姆特之怒（梅爾薇）
- （佐佐木千穗）
- エンゲージナイツ 〜新約英雄大戦〜（ノストラダムス、ジャンヌ・ダルク、アキレス）
- 就算要我努力工作（リリウム・マクラツム）
- 境界線上的地平線　PORTABLE（瑪戈特·奈特）
- 幻獸姬（梅芙）
- 機巧少女不會受傷 Facing "Burnt Red"（迦具夜）
- 果然我的青春戀愛喜劇搞錯了。（由比濱結衣）
- 限界凸騎 モンスターモンピース（レイハーネフ）
- 咲-Saki-阿知賀編Portable（新子憧）
- 星霜的亞馬遜人（公主）
- 誓血龍騎士3（ミハイル）
- 妖精劍士f（荷菈）
- GE 王者之劍（Sierra Los）
- UNDER NIGHT IN-BIRTH Exe:Late(巴荻斯塔)

2014年
- （由比濱結衣、相羽六）
- 落櫻散華抄（早乙女葵）
- 神影萬花鏡 時空約定（日下部雛羽【女主角 ※名字可更改】）
- J-StarS Victory VS（桐崎千棘）
- 祝吻之鈴鐺（澀谷三葉）

2015年
- 碧藍幻想（露莉亞）
- CLOSERS（ユリ＝アスマ（徐維莉））
- 戰鬥女子學園（天野望）
- 白貓Project（露雪）
- 公主連結！（春咲日和）
- 妖怪百姬（犬神）
- UNDER NIGHT IN-BIRTH Exe:Late[st](巴荻斯塔)

2016年
- 超級機器人大戰OG THE MOON DWELLERS（菲斯堤妮亞·謬斯）
- 星界神話（星靈・ベル）
- 文明VI（顾问）
- 偶像事變（光武莉娜）
- Fate/Grand Order（茨木童子）
- 少女前線（格琳娜）

2017年
- Fate/Grand Order（鈴鹿御前）
- 聖火降魔錄 回聲 另一位英雄王（賽莉卡）
- 夢間集（淑女劍）
- 閃耀幻想曲（九條可憐、志摩凜、櫻井美景）
- 閃之軌跡3（優娜．庫羅佛德）

2018年
- 審判之眼：死神的遺言（美濱紗奈）
- 蒼翼默示錄：交叉組隊戰2.0 (巴荻斯塔)
- 轟炸少女（小白）

2019年
- 初音島4（鷺澤有里栖）
- 陰陽師（不知火）
- 英雄傳說 閃之軌跡IV -THE END OF SAGA（優娜．庫羅佛德）
- 拳皇'98 终极之战OL（妖精弓手）
- Fate/Grand Order（災星簡）
- 聖火降魔錄 英雄雲集（賽莉卡）

2020年
- UNDER NIGHT IN-BIRTH Exe:Late[cl-r](巴荻斯塔)

2023年
- 蔚藍檔案（聖園彌香）
- 賽馬娘 Pretty Derby（目白山峰）

2024年
- 原神（玛拉妮）
- 麻雀格斗倶乐部SP（新子憧）
- 圣兽之王（克洛伊）
- 出租女友 ～水平線與泳裝女友～（更科瑠夏）

2025年
- 棕色塵埃2（妖精弓手）

### 有聲漫畫
- 遊樂場少女的異文化交流（莉莉·貝卡）

### 廣播劇CD
2010年

2012年
- 我與一乃的遊戲同好會活動日誌（白崎莉莉絲）
- 心連·情結 春天與約會與躲妹（圓城寺紫乃）
- 第101篇百物語（艾莉莎）
- （女學生D）

2013年
- 奮鬥吧！系統工程師（室見立華）
- 胖嘟嘟游泳社（伊藤初芽）

2014年
- 空戰魔導士培訓生的教官（蕾克蒂·艾森納赫）

2018年
- 不良正太與宅宅姊（姬野凜子）
- 精靈幻想記（麗澤洛特·克雷提亞） - 小說12卷附贈廣播劇CD特裝版

2020年
- 間諜教室（百鬼）

### 布袋戲
- Thunderbolt Fantasy 西幽玹歌（2019年，睦天命、幼年浪巫谣）[94]
- Thunderbolt Fantasy 東離劍遊紀3（2021年，睦天命）[95]

### 數位漫畫
- 淚光小兔（2011年，宇佐美桃花）
- 告白實行委員會 ～戀愛系列～「現在喜歡你」、「羅密歐」（2015年－2017年、高見澤亞里紗[96]）
- 未成年愛狠大（2017年，折山香琳）

### 廣播節目
- 只有神知道的世界〜攻略之神Calling you〜（2011年，音泉）亦擔任廣播內迷你節目「東山奈央的加儂之聲」的主持
- 只有神知道的世界〜攻略之神Calling you〜 女神篇（2013年－2014年，音泉）
- 異國迷宮的十字路口 如果在國王的長廊走路（2011年，HiBiKi Radio Station）
- 千和與奈央的魔王勇者女僕廣播（2011年，NICONICO直播、Fami通.com）
- 東山奈央的奈央的事情♪（2012年，BBQR）
- 咲廣播-阿知賀女子學院麻將部-（2012年，NICONICO直播）隔回固定主持
- 千和與奈央的魔王勇者女僕廣播 第2期（2012年，NICONICO直播、Fami通.com）
- 奮鬥吧！系統工程師 萌SE相談所（2012年，奮鬥吧！系統工程師官方網站）
- 千和與奈央的魔王勇者女僕廣播 第3期（2012年，NICONICO直播、Fami通.com）
- 咲廣播-SP-（2013年，音泉）不定期配信[97]
- 千和與奈央的魔王勇者女僕廣播α（2012年－2013年，NICONICO直播、Fami通.com）隔回固定主持
- 廣播也要打工吧！魔王大人（2013年，Lantis web radio）
- 總武高校奉仕部廣播。（2013年，animate TV）
- 廣播魔法戰爭（2013年－2014年，音泉[98]）
- 偽戀廣播（2014年，電視動畫「偽戀」官方網站[99]）
- 東山奈央的夢想*劇場（2014年－2017年，超A&G+）
- 魔法戰爭〜番外篇〜（2014年，音泉）
- 碧藍航線頻道！（2014年－，NICONICO動畫）[100]
- 矢作紗友里、東山奈央的RADIO：XBLAZE（2014年－2015年，超!A&G+）
- Rhodanthe*的談話拼圖（2015年－，FlyingDog※[101]）
- 總武高校奉仕部廣播。續（2015年，animate TV）[102]
- 偽戀廣播:（2015年，電視動畫「偽戀:」官方網站[103]）
- 石上靜香與東山奈央的英雄譚RADIO（2015年－2016年，音泉、animate TV）[104]
- 長騎美眉！廣播Fresh（2016年－2017年，音泉）[105]
- 魔放送女育成計畫（2016年－2017年，音泉）[106]
- 東山奈央的廣播@Living（2017年－，超!A&G+）
- 東山奈央的潘多拉RADIO 可依的家族日誌（2018年，音泉）[107]

### 旁白
- 電視廣告「碧藍航線」「空之追憶」篇30ver.
- Tameshite Gatten（NHK綜合電視台：2015年7月1日[108]）

### 電視節目
- AG學園 あに☆ぶん（2010年－2012年，tvk）飾演 秋津楓
- 境界線上的地平線 生勉強会（2011年－2012年，萬代頻道）
- 奈央☆惠理的想讓「魔王勇者」氣氛熱烈！（2013年，NICONICO直播）
- 黃金拼圖（2013年、YouTube内「FlyngDog Channel」[109]）
- 「犬神同學和貓山同學」（2014年，NICONICO直播）
- 超時空要塞無法停止（2017年－，SHOWROOM）
- （2019年－，LINE LIVE）

### 影像商品
- 中川加儂 starring 東山奈央 1st 演唱會2012 Ribbon Revolution（2013年）
- 「旋風管家！」×「只有神知道的世界」 Joint Concert 2013「本日、滿開櫻色」（2013年）
- 黃金拼圖「Rhodanthe* Special Live BD 2014@Zepp Tokyo 2014.5.4（2014年）
- 中川加儂 starring 東山奈央 2nd 演唱會2014 Ribbon Illusion（2014年）
- THE IDOLM@STER CINDERELLA GIRLS 2ndLIVE PARTY M@GIC!!（2015年）[110]
- THE IDOLM@STER CINDERELLA GIRLS 3rdLIVE 灰姑娘舞會 -Power of Smile- Blu-ray Day2（2016年）[111]

### 其他
- 「青春豬頭少年不會夢到兔女郎學姊 with 櫻花莊的寵物女孩」（2016年，古賀朋繪）
- 東方Project二次創作同人動畫「秘封活動記録 -祝-」（東風谷早苗）
- 溫泉女孩（雪·肯尼恩·層雲峽[112]）

## 音樂作品
Walküre的活動請參考「Walküre」

### 單曲
|        | 發售日        | 標題                         | 規格產品編號                | 規格產品編號 | 規格產品編號 | 最高位 |
| 限定版 | 發售日        | 標題                         | 通常版                      | 動畫版       |              | 最高位 |
| ------ | ------------- | ---------------------------- | --------------------------- | ------------ | ------------ | ------ |
| 1st    | 2017年2月1日  | True Destiny/Chain the world | VTZL-119                    | VTCL-35252   | VTCL-35253   | 13位   |
| 2nd    | 2017年5月24日 |                              | VTZL-128                    | VTCL-35256   | VTCL-35257   | 11位   |
| 3rd    | 2018年5月30日 |                              | VTZL-144                    | VTCL-35275   | VTCL-35276   | 14位   |
| 4th    | 2020年2月5日  |                              | VTZL-165                    | VTCL-35312   | VTCL-35313   | 6位    |
| 5th    | 2021年11月3日 |                              | VTZL-188                    | VTCL-35335   | VTZL-189     | 10位   |
| 6th    | 2022年6月8日  | /Growing                     | VTZL-204（A） VTZL-205（B） | VTCL-35348   | 不適用       |        |

### 專輯
|        | 發售日         | 標題               | 規格產品編號 | 規格產品編號 | 最高位 |
| 限定版 | 發售日         | 標題               | 通常版       |              | 最高位 |
| ------ | -------------- | ------------------ | ------------ | ------------ | ------ |
| 1st    | 2017年10月25日 | Rainbow            | VTZL-140     | VTCL-60461   | 12位   |
| 2nd    | 2019年4月3日   | 群青インフィニティ | VTZL-156     | VTCL-60495   | 9位    |

### 迷你專輯
|        | 發售日        | 標題 | 規格產品編號 | 規格產品編號 | 最高位 |
| 限定版 | 發售日        | 標題 | 通常版       |              | 最高位 |
| ------ | ------------- | ---- | ------------ | ------------ | ------ |
| 1st    | 2021年5月12日 | off  | VTCL-60545   | VTZL-185     | 4位    |

### 十周年角色歌精選專輯
|        | 發售日       | 標題             | 規格產品編號 | 規格產品編號 | 最高位 |
| 限定版 | 發售日       | 標題             | 通常版       |              | 最高位 |
| ------ | ------------ | ---------------- | ------------ | ------------ | ------ |
| 1st    | 2020年8月5日 | Special Thanks！ | VTZL-177     | VTCL-60535/6 | 3位    |

### 商業搭配
| 樂曲            | 相關作品                                             | 年份   |
| --------------- | ---------------------------------------------------- | ------ |
| True Destiny    | 電視動畫《鎖鏈戰記 ～赫克賽伊塔斯之閃光～》片尾曲    | 2017年 |
| Chain the world | 劇場版《鎖鏈戰記 ～赫克賽伊塔斯之閃光～》片頭曲      | 2017年 |
|                 | 電視動畫《鎖鏈戰記 ～赫克賽伊塔斯之閃光～》插入曲    | 2017年 |
|                 | 電視動畫《月色真美》片頭曲                           | 2017年 |
|                 | 電視動畫《月色真美》片尾曲                           | 2017年 |
|                 | 電視動畫《月色真美》插入曲                           | 2017年 |
|                 |                                                      | 2017年 |
|                 |                                                      | 2017年 |
|                 |                                                      | 2017年 |
|                 |                                                      | 2017年 |
| Fragile         |                                                      | 2017年 |
|                 |                                                      | 2017年 |
|                 | 電視動畫《妖怪旅館營業中》片頭曲                     | 2018年 |
|                 | 電視動畫《戀愛小行星》片頭曲                         | 2020年 |
|                 | 電視動畫《異世界食堂》片尾曲                         | 2021年 |
| Growing         | 電視動畫《勇者辭職不幹了～下個職場是魔王城～》片尾曲 | 2022年 |
| de messiah      | 電視動畫《勇者辭職不幹了～下個職場是魔王城～》片尾曲 | 2022年 |
|                 | 電視動畫《小書痴的下剋上 第三部》片頭曲              | 2022年 |

### 角色歌
| 發售日   | 商品名稱                                                                             | 演唱名義 | 歌曲                                                                                            | 備註                                                           |
| 2010年   | 2010年                                                                               | 2010年 | 2010年                                                                                          | 2010年                                                         |
| -------- | ------------------------------------------------------------------------------------ | --- | ----------------------------------------------------------------------------------------------- | -------------------------------------------------------------- |
| 12月8日  |                                                                                      | 只有神知道隊 | 「」                                                                                            | 電視動畫《只有神知道的世界》片尾曲                             |
| 12月15日 | 只有神的角色CD.3 中川加儂 starring 東山奈央                                          | 中川加儂（東山奈央） | 「」                                                                                            | 電視動畫《只有神知道的世界》插入曲、片尾曲                     |
| 12月15日 | 只有神的角色CD.3 中川加儂 starring 東山奈央                                          | 中川加儂（東山奈央） | 「」                                                                                            | 電視動畫《只有神知道的世界》片尾曲                             |
| 2011年   |                                                                                      | |                                                                                                 |                                                                |
| 3月3日   | Birth                                                                                | 中川加儂（東山奈央） | 「Date of Birth」 「LOVE KANON」 「YES-TODAY」 「ALL 4 YOU」 「」 「」 「」 「」 「」 「Birth」 | 電視動畫《只有神知道的世界》相關歌曲                           |
| 5月11日  | 只有神知道的世界 ROUTE 4.0 BD 限定版特典CD                                           | Citron | 「」                                                                                            | 電視動畫《只有神知道的世界》插入曲                             |
| 7月20日  |                                                                                      | 湯音（東山奈央） | 「」                                                                                            | 電視動畫《異國迷宮的十字路口 The Animation》片尾曲             |
| 8月24日  | 異國迷宮的十字路口 The Animation 原聲帶                                              | 湯音（東山奈央） | 「」 「」                                                                                       | 電視動畫《異國迷宮的十字路口 The Animation》插入曲             |
| 8月24日  | 異國迷宮的十字路口 The Animation 廣播CD 出張盤                                       | 湯音（東山奈央） | 「」                                                                                            | 網路廣播《異國迷宮的十字路口·》片尾曲                          |
| 9月14日  | 異國迷宮的十字路口 The Animation 廣播劇CD                                            | 湯音（東山奈央）、艾麗絲（悠木碧） | 「」                                                                                            | 廣播劇CD《》片尾曲                                             |
| 9月14日  |                                                                                      | 中川加儂（東山奈央） | 「」                                                                                            | OVA《只有神知道的世界 4人與偶像》片頭曲                        |
| 9月14日  | 「」                                                                                 | 中川加儂（東山奈央） | 電視動畫《只有神知道的世界》相關歌曲                                                            |                                                                |
| 11月18日 | 果然我的青春戀愛喜劇搞錯了。第3卷 限定版附屬廣播劇CD                                 | 雪之下雪乃（早見沙織）、由比濱結衣（東山奈央） | 「Bright Generation」                                                                           | 廣播劇CD《果然我的青春戀愛喜劇搞錯了。》插入曲                 |
| 12月21日 | 「只有神知道的世界」角色翻唱專輯 ～選曲：若木民喜～                                  | 中川加儂（東山奈央） | 「」                                                                                            | 電視動畫《只有神知道的世界》相關歌曲                           |
| 2012年   |                                                                                      | |                                                                                                 |                                                                |
| 1月27日  | 境界線上的地平線 2 BD限定版特典CD                                                    | 瑪魯戈特·奈特（東山奈央）、瑪魯伽·納爾傑（新田惠海） | 「Morgen-Nacht」                                                                                | 電視動畫《境界線上的地平線》相關歌曲                           |
| 2月24日  | 境界線上的地平線 3 BD限定版特典CD                                                    | 瑪魯戈特·奈特（東山奈央）、瑪魯伽·納爾傑（新田惠海） | 「Streiken Schreck」                                                                            | 電視動畫《境界線上的地平線》相關歌曲                           |
| 3月3日   |                                                                                      | 中川加儂（東山奈央） | 「」 「」                                                                                       | 電視動畫《只有神知道的世界》相關歌曲                           |
| 4月25日  | SquarePanicSerenade/Futuristic Player                                                | 高鴨穩乃（悠木碧）、新子憧（東山奈央）、松實玄（花澤香菜）、松實宥（MAKO）、鷺森灼（內山夕實） | 「SquarePanicSerenade」                                                                         | 電視動畫《天才麻將少女 阿知賀篇 episode of side-A》片尾曲      |
| 5月9日   | 要聽爸爸的話！3 BD限定版特典CD                                                       | （東山奈央）、（佐倉綾音） | 「」                                                                                            | 電視動畫《要聽爸爸的話！》插入曲                               |
| 5月30日  | 中川加儂 starring 東山奈央 1st Concert 2012 Ribbon Revolution                        | 中川加儂（東山奈央）、哈克雅（早見沙織） | 「」 「」                                                                                       | 電視動畫《只有神知道的世界》相關歌曲                           |
| 6月20日  | 天才麻將少女 阿知賀篇 episode of side-A 角色歌Vol.2 Live A-Life                      | 新子憧（東山奈央） | 「Live A-Life」 「」                                                                            | 電視動畫《天才麻將少女 阿知賀篇 episode of side-A》相關歌曲    |
| 6月20日  | 天才麻將少女 阿知賀篇 episode of side-A BD限定版特典CD                               | 高鴨穩乃（悠木碧）、新子憧（東山奈央）、松實玄（花澤香菜）、松實宥（MAKO）、鷺森灼（內山夕實） | 「」 「」                                                                                       | 電視動畫《天才麻將少女 阿知賀篇 episode of side-A》相關歌曲    |
| 7月25日  | 境界線上的地平線 演目披露 第4彈 瑪魯戈特·奈特                                        | 瑪魯戈特·奈特（東山奈央） | 「Abendsonne」 「」                                                                             | 電視動畫《境界線上的地平線》相關歌曲                           |
| 10月26日 | 境界線上的地平線2 2 BD限定版特典CD                                                   | 瑪魯戈特·奈特（東山奈央）、瑪魯伽·納爾傑（新田惠海） | 「」                                                                                            | 電視動畫《境界線上的地平線》相關歌曲                           |
| 12月5日  | 奮鬥吧！系統工程師 廣播劇CD                                                          | 室見立華（東山奈央） | 「Gooood Job!!」                                                                                | 廣播劇CD《奮鬥吧！系統工程師》相關歌曲                         |
| 12月21日 | 境界線上的地平線2 4 BD限定版特典CD                                                   | 瑪魯戈特·奈特（東山奈央）、瑪魯伽·納爾傑（新田惠海） | 「」                                                                                            | 電視動畫《境界線上的地平線》相關歌曲                           |
| 2013年   |                                                                                      | |                                                                                                 |                                                                |
| 1月23日  | THE IDOLM@STER CINDERELLA MASTER 014 川島瑞樹                                        | 川島瑞樹（東山奈央） | 「Angel Breeze」                                                                                | 遊戲《偶像大師 灰姑娘女孩》相關歌曲                            |
| 2月13日  |                                                                                      | 中川加儂（東山奈央）、水蓮寺琉加（山崎遙） | 「」 「」                                                                                       | 電視動畫《旋風管家！》《只有神知道的世界》相關歌曲             |
| 2月27日  |                                                                                      | 夕霧（東山奈央） | 「」                                                                                            | 電視動畫《THE UNLIMITED 兵部京介》相關歌曲                     |
| 2月27日  | 「」                                                                                 | 夕霧（東山奈央） | 電視動畫《THE UNLIMITED 兵部京介》插入曲                                                        |                                                                |
| 3月19日  | 果然我的青春戀愛喜劇搞錯了。第7卷 限定版附屬廣播劇CD                                 | 雪之下雪乃（早見沙織）、由比濱結衣（東山奈央） | 「ROCK YOU!!」                                                                                  | 廣播劇CD《果然我的青春戀愛喜劇搞錯了。》插入曲                 |
| 4月10日  |                                                                                      | 中川加儂（東山奈央）、水蓮寺琉加（山崎遙） | 「」                                                                                            | 電視動畫《旋風管家！》《只有神知道的世界》相關歌曲             |
| 4月10日  | 桂雛菊（伊藤靜）、中川加儂（東山奈央）                                               | 「」 |                                                                                                 | 電視動畫《旋風管家！》《只有神知道的世界》相關歌曲             |
| 4月10日  | 桂雛菊（伊藤靜）、中川加儂（東山奈央）、哈克雅（早見沙織）、水蓮寺琉加（山崎遙）     | 「」 |                                                                                                 | 電視動畫《旋風管家！》《只有神知道的世界》相關歌曲             |
| 5月21日  |                                                                                      | Nao Tohyama | 「」                                                                                            | 角子機《》相關歌曲                                             |
| 5月22日  | Hello Alone                                                                          | 雪之下雪乃（早見沙織）、由比濱結衣（東山奈央） | 「Hello Alone」                                                                                 | 電視動畫《果然我的青春戀愛喜劇搞錯了。》片尾曲                 |
| 5月22日  | Hello Alone                                                                          | 由比濱結衣（東山奈央） | 「Hello Alone -Yui Ballade-」                                                                   | 電視動畫《果然我的青春戀愛喜劇搞錯了。》片尾曲                 |
| 6月19日  |                                                                                      | 中川加儂（東山奈央） | 「」                                                                                            | OVA《魔法少女☆偶像之星 加儂100%》片頭曲                        |
| 6月19日  | 「」                                                                                 | 中川加儂（東山奈央） | OVA《魔法少女☆偶像之星 加儂100%》片尾曲                                                         |                                                                |
| 7月10日  | 果然這個角色歌搞錯了。                                                               | 雪之下雪乃（早見沙織）、由比濱結衣（東山奈央） | 「Bitter Bitter Sweet」                                                                         | 電視動畫《果然我的青春戀愛喜劇搞錯了。》插入曲                 |
| 7月10日  | 果然這個角色歌搞錯了。                                                               | 雪之下雪乃（早見沙織）、由比濱結衣（東山奈央） | 「Hello Alone -Band arrange-」                                                                  | 電視動畫《果然我的青春戀愛喜劇搞錯了。》片尾曲                 |
| 7月10日  | 果然這個角色歌搞錯了。                                                               | 由比濱結衣（東山奈央） | 「Smile Go Round」                                                                              | 電視動畫《果然我的青春戀愛喜劇搞錯了。》相關歌曲               |
| 7月24日  | Jumping!!／Your Voice                                                                | Rhodanthe* | 「Jumping!!」                                                                                   | 電視動畫《黃金拼圖》片頭曲                                     |
| 7月24日  | Jumping!!／Your Voice                                                                | Rhodanthe* | 「Your Voice」                                                                                  | 電視動畫《黃金拼圖》片尾曲                                     |
| 8月21日  | 黃金拼圖 Sound Book                                                                  | Rhodanthe* | 「」                                                                                            | 電視動畫《黃金拼圖》相關歌曲                                   |
| 8月21日  | 黃金拼圖 Sound Book                                                                  | 愛麗絲·卡塔雷特（田中真奈美）、九條可憐（東山奈央） | 「」                                                                                            | 電視動畫《黃金拼圖》相關歌曲                                   |
| 8月28日  | 伊希歐之夢 角色歌CD                                                                  | （東山奈央） | 「」                                                                                            | 遊戲《伊希歐之夢》相關歌曲                                     |
| 9月11日  | 歌唱魔王大人！？                                                                     | 真奧貞夫（逢坂良太）、佐佐木千穗（東山奈央） | 「」                                                                                            | 電視動畫《打工吧！魔王大人》相關歌曲                           |
| 9月11日  | 歌唱魔王大人！？                                                                     | 佐佐木千穗（東山奈央） | 「Respect? < LOVE!!」                                                                           | 電視動畫《打工吧！魔王大人》相關歌曲                           |
| 9月11日  |                                                                                      | 朱庇特姐妹 | 「」                                                                                            | 電視動畫《只有神知道的世界 女神篇》片尾曲                      |
| 9月25日  |                                                                                      | 2B PENCILS、中川加儂（東山奈央） | 「」                                                                                            | 電視動畫《只有神知道的世界 女神篇》片尾曲                      |
| 10月9日  | 電視動畫 黃金拼圖 Sound Book                                                         | 豬熊陽子（內山夕實）、九條可憐（東山奈央） | 「」                                                                                            | 電視動畫《黃金拼圖》相關歌曲                                   |
| 10月9日  | 電視動畫 黃金拼圖 Sound Book                                                         | Rhodanthe* | 「」                                                                                            | 電視動畫《黃金拼圖》相關歌曲                                   |
| 10月30日 | Colors                                                                               | 中川加儂（東山奈央） | 「」                                                                                            | OVA《只有神知道的世界 4人與偶像》片頭曲                        |
| 10月30日 | Colors                                                                               | 中川加儂（東山奈央） | 「」 「」 「」                                                                                  | 電視動畫《只有神知道的世界》相關歌曲                           |
| 10月30日 | Colors                                                                               | 中川加儂（東山奈央） | 「」                                                                                            | OVA《魔法少女☆偶像之星 加儂100%》片頭曲                        |
| 10月30日 | Colors                                                                               | 中川加儂（東山奈央） | 「」                                                                                            | OVA《魔法少女☆偶像之星 加儂100%》片尾曲                        |
| 10月30日 | Colors                                                                               | 中川加儂（東山奈央） | 「」                                                                                            | 電視動畫《只有神知道的世界 女神篇》片尾曲                      |
| 10月30日 | Colors                                                                               | 中川加儂（東山奈央） | 「」 「」 「」 「」 「」                                                                        | 電視動畫《只有神知道的世界》相關歌曲                           |
| 11月6日  | 戰姬絕唱SYMPHOGEAR G BD&DVD第2卷限定版特典CD                                         | 板場弓美（赤﨑千夏）、寺島詩織（東山奈央）、安藤創世（小松未可子） | 「」                                                                                            | 電視動畫《戰姬絕唱SYMPHOGEAR G》插入曲                         |
| 12月18日 |                                                                                      | 桐崎千棘（東山奈央）、小野寺小咲（花澤香菜） | 「」                                                                                            | 電視動畫《偽戀》相關歌曲                                       |
| 2014年   |                                                                                      | |                                                                                                 |                                                                |
| 1月29日  | 黃金拼圖 BD、DVD第5卷特典CD                                                          | 九條可憐（東山奈央） | 「」                                                                                            | 電視動畫《黃金拼圖》相關歌曲                                   |
| 2月12日  | 「只有神知道的世界」角色翻唱專輯2 ～選曲：若木民喜～                                 | 中川加儂（東山奈央） | 「」                                                                                            | 電視動畫《只有神知道的世界》相關歌曲                           |
| 2月26日  | 黃金拼圖 BD、DVD第6卷特典CD                                                          | Rhodanthe* | 「」                                                                                            | 電視動畫《黃金拼圖》相關歌曲                                   |
| 3月12日  | 魔法戰爭角色CD II                                                                    | 相羽六（東山奈央） | 「Dearest Wish」                                                                                | 電視動畫《魔法戰爭》相關歌曲                                   |
| 3月26日  | 偽戀 Blu-ray & DVD 第1卷 完全生產限定版 特典CD                                       | 桐崎千棘（東山奈央） | 「Heart Pattern」                                                                               | 電視動畫《偽戀》片尾曲                                         |
| 5月28日  | 犬貓點唱機                                                                           | 犬神八千代（上坂堇）、貓山鈴（東山奈央） | 「」                                                                                            | 電視動畫《犬神同學和貓山同學》主題曲                           |
| 5月28日  | 犬貓點唱機                                                                           | 貓山鈴（東山奈央）、杜松美希音（堀野紗也加） | 「」                                                                                            | 電視動畫《犬神同學和貓山同學》相關歌曲                         |
| 5月28日  | 犬貓點唱機                                                                           | 犬神八千代（上坂堇）、貓山鈴（東山奈央）、杜松美希音（堀野紗也加）、牛若雪路（藤本葵） | 「」                                                                                            | 電視動畫《犬神同學和貓山同學》相關歌曲                         |
| 5月28日  | 犬貓點唱機                                                                           | 貓山鈴（東山奈央） | 「」                                                                                            | 電視動畫《犬神同學和貓山同學》相關歌曲                         |
| 5月28日  | 魔法戰爭 BD、DVD第2卷特典CD                                                          | 相羽六（東山奈央）、五十島胡桃（瀨戶麻沙美） | 「」                                                                                            | 電視動畫《魔法戰爭》相關歌曲                                   |
| 6月6日   | 蒼藍鋼鐵戰艦 -ARS NOVA- BD、DVD第6卷特典CD                                           | 八月一日靜（東山奈央）、四月一日伊織（津田美波） | 「Expose」                                                                                      | 電視動畫《蒼藍鋼鐵戰艦 -ARS NOVA-》相關歌曲                    |
| 6月25日  | 愚者信長 角色歌 Vol.5 卑彌呼                                                         | 卑彌呼（東山奈央） | 「EARNEST LOVE」 「DEDICATE」                                                                   | 電視動畫《愚者信長》相關歌曲                                   |
| 8月20日  |                                                                                      | [ 成員 6 ] | 「」                                                                                            | 電視動畫《生存遊戲社》片尾曲                                   |
| 8月20日  | 「」                                                                                 | [ 成員 6 ] | 電視動畫《生存遊戲社》相關歌曲                                                                  |                                                                |
| 8月25日  | 艦隊Collection 艦娘想歌【貳】KanColle Vocal Collection vol.2                         | 金剛型高速戰艦 | 「」                                                                                            | 遊戲《艦隊Collection》相關歌曲                                 |
| 8月27日  | 偽戀 BD、DVD第6卷特典CD                                                              | 桐崎千棘（東山奈央）、小野寺小咲（花澤香菜）、鶇誠士郎（小松未可子）、橘萬里花（阿澄佳奈） | 「」                                                                                            | 電視動畫《偽戀》片尾曲                                         |
| 9月24日  | 偽戀 BD、DVD第7卷特典CD                                                              | 桐崎千棘（東山奈央）、小野寺小咲（花澤香菜） | 「」                                                                                            | 電視動畫《偽戀》片尾曲                                         |
| 10月1日  | 生存遊戲社 角色歌1 園川桃香                                                          | 園川桃香（大橋彩香）、豪德寺佳代（東山奈央） | 「LONELY DOLLS」                                                                                | 電視動畫《生存遊戲社》相關歌曲                                 |
| 10月22日 | 生存遊戲社 角色歌4 經堂麻耶                                                          | 經堂麻耶（Lynn）、園川桃香（大橋彩香）、豪德寺佳代（東山奈央） | 「PEACEMAKER!」                                                                                 | 電視動畫《生存遊戲社》相關歌曲                                 |
| 10月22日 | 生存遊戲社 角色歌5 豪德寺佳代                                                        | 豪德寺佳代（東山奈央） | 「」                                                                                            | 電視動畫《生存遊戲社》相關歌曲                                 |
| 10月22日 | 生存遊戲社 角色歌5 豪德寺佳代                                                        | 豪德寺佳代（東山奈央）、鳳美煌（內山夕實）、春日野麗（大久保瑠美） | 「」                                                                                            | 電視動畫《生存遊戲社》相關歌曲                                 |
| 10月29日 | GLASSLIP 角色歌專輯                                                                  | 深水陽菜（東山奈央） | 「」                                                                                            | 電視動畫《GLASSLIP》相關歌曲                                   |
| 12月19日 | TRINITY SEVEN Ending Song Theme4 ReSTART "THE WORLD"                                 | TWINKle MAGIC | 「ReSTART "THE WORLD"」                                                                         | 電視動畫《TRINITY SEVEN》片尾曲                                |
| 12月17日 | THE IDOLM@STER CINDERELLA MASTER Cool Jewelries! 002                                 | 川島瑞樹（東山奈央）、白坂小梅（櫻咲千依）、安娜斯塔西婭（上坂堇）、神谷奈緒（松井惠理子）、北條加蓮（淵上舞） | 「」 「」                                                                                       | 遊戲《偶像大師 灰姑娘女孩》相關歌曲                            |
| 12月17日 | THE IDOLM@STER CINDERELLA MASTER Cool Jewelries! 002                                 | 川島瑞樹（東山奈央） | 「」                                                                                            | 遊戲《偶像大師 灰姑娘女孩》相關歌曲                            |
| 2015年   |                                                                                      | |                                                                                                 |                                                                |
| 1月21日  | 愛·天地無用！BD、DVD第1卷特典CD                                                      | 川流桃（東山奈央） | 「」                                                                                            | 電視動畫《愛·天地無用！》片尾曲                                |
| 1月21日  | 愛·天地無用！BD、DVD第1卷特典CD                                                      | 川流桃（東山奈央）、鬼之城紅（大地葉） | 「」                                                                                            | 電視動畫《愛·天地無用！》片尾曲                                |
| 2月14日  |                                                                                      | 露特格爾尼科夫中尉（東山奈央） | 「」                                                                                            | 電視動畫《軍人少女！》主題曲                                   |
| 2月18日  | THE IDOLM@STER CINDERELLA GIRLS ANIMATION PROJECT 01 Star!!                          | 高垣楓（早見沙織）、城崎美嘉（佳村遙）、小日向美穗（津田美波）、十時愛梨（原田瞳）、川島瑞樹（東山奈央）、日野茜（赤﨑千夏）、輿水幸子（竹達彩奈）、佐久間麻由（牧野由依）、白坂小梅（櫻咲千依） | 「」                                                                                            | 電視動畫《偶像大師 灰姑娘女孩》插入曲                          |
| 2月25日  | 女友伴身邊 BD、DVD第2卷特典CD                                                        | 相樂惠美（東山奈央） | 「Smile Day」                                                                                   | 電視動畫《女友伴身邊》相關歌曲                                 |
| 3月18日  | 愛·天地無用！BD、DVD第3卷特典CD                                                      | 川流桃（東山奈央）、蜂子（優木加奈）、沙流葉七（M·A·O）、笛山塔里（深田愛衣） | 「Best Party」                                                                                  | 電視動畫《愛·天地無用！》片尾曲                                |
| 3月18日  | 愛·天地無用！BD、DVD第3卷特典CD                                                      | 川流桃（東山奈央） | 「」                                                                                            | 電視動畫《愛·天地無用！》片尾曲                                |
| 3月25日  | 艦娘乃歌 Vol.1                                                                       | 金剛型四姐妹 | 「」                                                                                            | 電視動畫《艦隊Collection》插入曲                               |
| 3月25日  | 艦娘乃歌 Vol.1                                                                       | 艦娘特別艦隊 | 「Let's not say "good-bye"」                                                                    | 電視動畫《艦隊Collection》片尾曲                               |
| 3月28日  | 紛爭之友～軍人少女！Sound Track～                                                    | 露特格爾尼科夫中尉（東山奈央） | 「」                                                                                            | 電視動畫《軍人少女！》相關歌曲                                 |
| 4月1日   | 你好！！黃金拼圖 角色CD Music Palette 3                                              | 九條可憐（東山奈央） | 「」                                                                                            | 電視動畫《你好！！黃金拼圖》相關歌曲                           |
| 4月23日  | 偶像大師 灰姑娘女孩 BD、DVD 第1卷完全生產限定版特典CD「346Pro IDOL selection vol.1」 | 高垣楓（早見沙織）、川島瑞樹（東山奈央） | 「Nocturne」                                                                                    | 電視動畫《偶像大師 灰姑娘女孩》相關歌曲                        |
| 4月29日  |                                                                                      | Rhodanthe* | 「」                                                                                            | 電視動畫《你好！！黃金拼圖》片頭曲                             |
| 4月29日  | 「My Best Friends」                                                                  | Rhodanthe* | 電視動畫《你好！！黃金拼圖》片尾曲                                                              |                                                                |
| 6月3日   |                                                                                      | 雪之下雪乃（早見沙織）、由比濱結衣（東山奈央） | 「」                                                                                            | 電視動畫《果然我的青春戀愛喜劇搞錯了。續》片尾曲               |
| 6月17日  | 你好！！黃金拼圖 Sound Book                                                          | Rhodanthe* | 「」                                                                                            | 電視動畫《你好！！黃金拼圖》片頭曲                             |
| 6月24日  | ～GRANBLUE FANTASY～                                                                 | 姬妲（金元壽子）、露莉亞（東山奈央）、（今井麻美）、（長谷川明子） | 「」                                                                                            | 遊戲《碧藍幻想》相關歌曲                                       |
| 6月24日  | 偽戀：BD、DVD第1卷特典CD                                                             | 桐崎千棘（東山奈央）、小野寺小咲（花澤香菜）、鶇誠士郎（小松未可子）、橘萬里花（阿澄佳奈） | 「」                                                                                            | 電視動畫《偽戀：》片尾曲                                       |
| 7月15日  | Go！Princess 光之美少女 歌唱專輯1                                                    | 泡芙（東山奈央）、阿羅瑪（古城門志帆） | 「Royal Fairy Courage」                                                                         | 電視動畫《Go！Princess 光之美少女》相關歌曲                    |
| 7月22日  | 偽戀：BD、DVD第2卷特典CD                                                             | 桐崎千棘（東山奈央） | 「Sleep zzz...」                                                                                | 電視動畫《偽戀：》片尾曲                                       |
| 8月19日  |                                                                                      | 杜嘉（金元壽子）、蕾萊（東山奈央）、蘿莉（種田梨沙） | 「」                                                                                            | 電視動畫《GATE 奇幻自衛隊》片尾曲                              |
| 8月19日  | 蕾萊盤                                                                               | 蕾萊（東山奈央） | 「」                                                                                            | 電視動畫《GATE 奇幻自衛隊》相關歌曲                            |
| 9月2日   | FIRST*MODE                                                                           | Rhodanthe* | 「」 「」 「」                                                                                  | 電視動畫《你好！！黃金拼圖》相關歌曲                           |
| 9月2日   | FIRST*MODE                                                                           | 東山奈央 from Rhodanthe* | 「」                                                                                            | 電視動畫《你好！！黃金拼圖》相關歌曲                           |
| 9月16日  | 蒼藍鋼鐵戰艦 -ARS NOVA- Blue Field Character Songs Vol.2                             | 八月一日靜（東山奈央）、四月一日伊織（津田美波） | 「With you forever」                                                                            | 電視動畫《蒼藍鋼鐵戰艦 -ARS NOVA-》相關歌曲                    |
| 9月25日  | 空戰魔導士培訓生的教官 BD、DVD第1卷特典CD                                            | 蕾克蒂（東山奈央） | 「TOO SHY GIRL」                                                                                | 電視動畫《空戰魔導士培訓生的教官》相關歌曲                     |
| 9月30日  | GATE 奇幻自衛隊 角色歌專輯                                                           | 蕾萊（東山奈央） | 「」                                                                                            | 電視動畫《GATE 奇幻自衛隊》相關歌曲                            |
| 10月28日 | 你好！！黃金拼圖 BD、DVD第5卷特典CD                                                  | 九條可憐（東山奈央） | 「」                                                                                            | 電視動畫《你好！！黃金拼圖》相關歌曲                           |
| 11月25日 | 你好！！黃金拼圖 BD、DVD第6卷特典CD                                                  | Rhodanthe* | 「」                                                                                            | 電視動畫《你好！！黃金拼圖》相關歌曲                           |
| 12月29日 | 果然這個角色歌搞錯了。續                                                             | 雪之下雪乃（早見沙織）、由比濱結衣（東山奈央） | 「」                                                                                            | 電視動畫《果然我的青春戀愛喜劇搞錯了。續》相關歌曲             |
| 12月29日 | 果然這個角色歌搞錯了。續                                                             | 由比濱結衣（東山奈央） | 「」                                                                                            | 電視動畫《果然我的青春戀愛喜劇搞錯了。續》相關歌曲             |
| 2016年   |                                                                                      | |                                                                                                 |                                                                |
| 1月27日  |                                                                                      | 杜嘉（金元壽子）、蕾萊（東山奈央）、蘿莉（種田梨沙） | 「」                                                                                            | 電視動畫《GATE 奇幻自衛隊》片尾曲                              |
| 1月27日  | 蕾萊盤                                                                               | 蕾萊（東山奈央） | 「」                                                                                            | 電視動畫《GATE 奇幻自衛隊》相關歌曲                            |
| 2月24日  | GATE 奇幻自衛隊 角色歌專輯 Vol.2                                                     | 蕾萊（東山奈央） | 「（專輯編曲ver.）」                                                                            | 電視動畫《GATE 奇幻自衛隊》相關歌曲                            |
| 2月24日  | GATE 奇幻自衛隊 角色歌專輯 Vol.2                                                     | 杜嘉（金元壽子）、蕾萊（東山奈央） | 「」                                                                                            | 電視動畫《GATE 奇幻自衛隊》相關歌曲                            |
| 2月24日  | GATE 奇幻自衛隊 角色歌專輯 Vol.2                                                     | 蕾萊（東山奈央）、蘿莉（種田梨沙） | 「or DESIRE」                                                                                   | 電視動畫《GATE 奇幻自衛隊》相關歌曲                            |
| 2月24日  | GATE 奇幻自衛隊 角色歌專輯 Vol.2                                                     | 伊丹（諏訪部順一）、蘿莉（種田梨沙）、杜嘉（金元壽子）、蕾萊（東山奈央） | 「」                                                                                            | 電視動畫《GATE 奇幻自衛隊》相關歌曲                            |
| 3月16日  | 光之美少女 All Stars 大家歌唱吧♪奇跡的魔法！Musical Songs                            | 朝日奈未來（高橋李依）、理子（堀江由衣）、莫夫倫（齋藤彩夏）、春野遙（嶋村侑）、海藤南（淺野真澄）、天之川綺羅（山村響）、紅城永久（澤城美雪）、泡芙（東山奈央）、阿羅瑪（古城門志帆） | 「」                                                                                            | 電影動畫《光之美少女 All Stars 大家歌唱吧♪奇跡的魔法！》插入曲 |
| 4月27日  | STAR☆T                                                                               | Tiara | 「」                                                                                            | 遊戲《戰鬥女子學園》相關歌曲                                   |
| 5月11日  |                                                                                      | 佐倉羽音（上田麗奈）、鈴乃木凜（東山奈央）、天野恩紗（內山夕實）、三之輪聖（山口立花子） | 「」                                                                                            | 電視動畫《爆音少女！！》片尾曲                                 |
| 5月11日  | 「」                                                                                 | 佐倉羽音（上田麗奈）、鈴乃木凜（東山奈央）、天野恩紗（內山夕實）、三之輪聖（山口立花子） | 電視動畫《爆音少女！！》相關歌曲                                                                |                                                                |
| 6月8日   | 電視動畫「幸運邏輯」角色歌專輯                                                       | 搖音玉姬（種田梨沙）、維娜斯（東山奈央） | 「」                                                                                            | 電視動畫《幸運邏輯》相關歌曲                                   |
| 7月13日  | 電視動畫《爆音少女！！》角色歌迷你專輯                                               | 鈴乃木凜（東山奈央） | 「」                                                                                            | 電視動畫《爆音少女！！》相關歌曲                               |
| 7月13日  | 電視動畫《爆音少女！！》角色歌迷你專輯                                               | 佐倉羽音（上田麗奈）、鈴乃木凜（東山奈央）、天野恩紗（內山夕實）、三之輪聖（山口立花子）、中野千雨（木戶衣吹） | 「」                                                                                            | 電視動畫《爆音少女！！》片尾曲                                 |
| 8月10日  | ～GRANBLUE FANTASY～                                                                 | 露莉亞（東山奈央）、榭洛科特（加藤英美里） | 「」                                                                                            | 遊戲《碧藍幻想》相關歌曲                                       |
| 8月24日  | 戰鬥女子學園 Character Vocal Series 01                                               | ROUGE | 「Unlock」                                                                                      | 遊戲《戰鬥女子學園》相關歌曲                                   |
| 10月14日 | THE IDOLM@STER CINDERELLA GIRLS 4thLIVE TriCastle Story -Brand new Castle-           | 川島瑞樹（東山奈央） | 「」                                                                                            | 遊戲《偶像大師 灰姑娘女孩》相關歌曲                            |
| 11月9日  | Happy★Pretty★Clover                                                                  | Rhodanthe* | 「Happy★Pretty★Clover」                                                                         | 動畫電影《黃金拼圖 Pretty Days》主題曲                         |
| 11月9日  | Happy★Pretty★Clover                                                                  | Rhodanthe* | 「Shining Star」 「Starring!!」                                                                 | 動畫電影《黃金拼圖 Pretty Days》相關歌曲                       |
| 11月23日 |                                                                                      | Fortuna隊 | 「」                                                                                            | 電視動畫《長騎美眉》片尾曲                                     |
| 11月23日 | 倉田亞美（東山奈央）                                                                 | 「」 | 電視動畫《長騎美眉》相關歌曲                                                                    |                                                                |
| 11月23日 | Musica Magica                                                                        | 白雪（東山奈央）、菈·普賽兒（佐倉綾音） | 「」                                                                                            | 電視動畫《魔法少女育成計劃》相關歌曲                           |
| 12月7日  | THE IDOLM@STER CINDERELLA GIRLS STARLIGHT MASTER 07                                  | 川島瑞樹（東山奈央）、日野茜（赤﨑千夏）、堀裕子（鈴木繪理）、上田鈴帆（春野菜菜美）、難波笑美（伊達朱里紗） | 「」 「」                                                                                       | 遊戲《偶像大師 灰姑娘女孩 星光舞台》相關歌曲                   |
| 2017年   |                                                                                      | |                                                                                                 |                                                                |
| 1月25日  | THE IDOLM@STER CINDERELLA GIRLS VIEWING REVOLUTION Yes! Party Time!!                 | 川島瑞樹（東山奈央）、小早川紗枝（立花理香）、高垣楓（早見沙織）、高森藍子（金子有希）、十時愛梨（原田瞳） | 「GOIN'!!!」                                                                                    | 遊戲《偶像大師 灰姑娘女孩 星光舞台》相關歌曲                   |
| 2月1日   | THE IDOLM@STER CINDERELLA GIRLS STARLIGHT MASTER 08 BEYOND THE STARLIGHT             | 城崎莉嘉（山本希望）、緒方智繪里（大空直美）、北條加蓮（淵上舞）、川島瑞樹（東山奈央）、大槻唯（山下七海） | 「BEYOND THE STARLIGHT（M@STER VERSION）」 「BEYOND THE STARLIGHT（GAME VERSION）」             | 遊戲《偶像大師 灰姑娘女孩 星光舞台》相關歌曲                   |
| 2月1日   | True Destiny/Chain the world                                                         | 穆吉卡（東山奈央） | 「風空花人」                                                                                    | 電視動畫《鎖鏈戰記 ～赫克瑟塔斯之光～》插入曲                  |
| 2月8日   | THE IDOLM@STER CINDERELLA MASTER EVERMORE                                            | 安娜史塔希亞（上坂堇）、緒方智繪里（大空直美）、神谷奈緒（松井惠理子）、川島瑞樹（東山奈央）、輿水幸子（竹達彩奈）、小早川紗枝（立花理香）、佐久間麻由（牧野由依）、白坂小梅（櫻咲千依）、高森藍子（金子有希）、十時愛梨（原田瞳）、日野茜（赤﨑千夏）、北條加蓮（淵上舞）、星輝子（松田颯水）、堀裕子（鈴木繪理）、三村加奈子（大坪由佳） | 「Party Night」                                                                                 | 遊戲《偶像大師 灰姑娘女孩》相關歌曲                            |
| 2月8日   | THE IDOLM@STER CINDERELLA MASTER EVERMORE                                            | 大橋彩香、福原綾香、原紗友里、藍原琴美、青木志貴、青木瑠璃子、飯田友子、五十嵐裕美、今井麻夏、上坂堇、內田真禮、櫻咲千依、大空直美、大坪由佳、金子真由美、金子有希、木村珠莉、黑澤朋世、佐藤亞美菜、下地紫野、洲崎綾、鈴木繪理、高野麻美、高森奈津美、立花理香、種崎敦美、千菅春香、東山奈央、長島光那、原優子、早見沙織、春瀨夏實、淵上舞、牧野由依、松井惠理子、松嵜麗、三宅麻理惠、村中知、杜野真子、安野希世乃、山下七海、山本希望、佳村遙、盧婷、和氣杏未 | 「EVERMORE（4thLIVE MIX）」                                                                     | 遊戲《偶像大師 灰姑娘女孩》相關歌曲                            |
| 2月22日  | ～告白實行委員會～                                                                   | HoneyWorks feat. 高見澤亞里紗（東山奈央） | 「」                                                                                            | 《告白實行委員會 ～戀愛系列～》相關歌曲                        |
| 2月22日  | 這個美術社大有問題！ BD、DVD第6卷特典CD                                              | 宇佐美瑞希（小澤亞李）、可蕾特（上坂堇）、伊萬莉瑪麗亞（東山奈央）、立花夢子（水樹奈奈） | 「（合唱 Ver.）」                                                                               | 電視動畫《這個美術社大有問題！》片尾曲                         |
| 2月22日  | 這個美術社大有問題！ BD、DVD第6卷特典CD                                              | 伊萬莉瑪麗亞（東山奈央） | 「」                                                                                            | 電視動畫《這個美術社大有問題！》相關歌曲                       |
| 3月22日  |                                                                                      | 美香莉娜 | 「」                                                                                            | 電視動畫《偶像事變》插入曲                                     |
| 3月22日  | 「」                                                                                 | 美香莉娜 | 電視動畫《偶像事變》相關歌曲                                                                    |                                                                |
| 2020年   |                                                                                      | |                                                                                                 |                                                                |
| 11月25日 | KanColle Memorial Compilation                                                        | 榛名（東山奈央） | 「」                                                                                            | 游戏《艦隊Collection》相关曲目                                 |

### 其他參加歌曲
| 發售日  | 商品名稱 | 演唱                     | 歌曲                             | 備註   |
| 2016年  | 2016年   | 2016年                   | 2016年                           | 2016年 |
| ------- | -------- | ------------------------ | -------------------------------- | ------ |
| 1月27日 | Q-MHz    | Q-MHz featuring 東山奈央 | 「」 「I, my, me, our Mulberry」 |        |

## 其他
由于其配音的角色《天才麻将少女阿知贺编》新子憧自2012年多次被网络票选为“看上去像在做援交的动画角色”，而导致她本人和她其他配音角色都被评价为“风评被害”。
在中国大陆，有网友用法轮功口号“法轮大法好”改造为“东山大法好”对东山奈央的作品进行恶搞，因此在中国大陆，东山奈央的作品被统称为“东山大法”。。
因山奈（一种氰化物）被新浪微博关键字屏蔽，导致东山奈央亦被关键字屏蔽。

### 團體成員
1. ↑  艾魯西（伊藤加奈惠）、高原步美（竹達彩奈）、青山美生（悠木碧）、中川加儂（東山奈央）、汐宮栞（花澤香菜）
2. ↑  萊姆（日高里菜）、百合（內田真禮）、加儂（東山奈央）
3. 1 2 3 4 5 6 7 8 9  西明日香、田中真奈美、種田梨沙、內山夕實、東山奈央
4. ↑  鮎川天理（名塚佳織）、中川加儂（東山奈央）、九條月夜（井口裕香）、五位堂結（高垣彩陽）、汐宮栞（花澤香菜）、高原步美（竹達彩奈）
5. ↑  小阪千尋（阿澄佳奈）、高原步美（竹達彩奈）、艾魯西（伊藤加奈惠）、寺田京（近村望實）、五位堂結（高垣彩陽）
6. ↑  園川桃香（大橋彩香）、鳳美煌（內山夕實）、春日野麗（大久保瑠美）、經堂麻耶（Lynn）、豪德寺佳代（東山奈央）
7. 1 2  金剛、比叡、榛名、霧島（東山奈央）
8. ↑  莉賽洛德·夏洛克（東山奈央）、賽莉娜·夏洛克（洲崎綾）
9. ↑  赤城（藤田咲）、加賀（井口裕香）、瑞鶴（野水伊織）、金剛（東山奈央）、島風（佐倉綾音）、吹雪（上坂堇）
10. ↑  星月美紀（洲崎綾）、天野望（東山奈央）、常磐胡桃（早見沙織）、南日向（五十嵐裕美）、千導院楓（木戶衣吹）、莎朶霓（悠木碧）
11. ↑  常磐胡桃（早見沙織）、天野望（東山奈央）、火向井百合（上坂堇）
12. ↑  倉田亞美（東山奈央）、新垣葵（五十嵐裕美）、西條雛子（大久保瑠美）、一之瀨彌生（黑澤由里香）、高宮紗希（日笠陽子）
13. ↑  小水流美香（赤﨑千夏）、光武莉娜（東山奈央）

## 外部連結
- 事務所官方簡介（日語）
- 東山奈央 官方網站 （页面存档备份，存于）（日語）
- 東山奈央 官方的X（前Twitter）（日語）
- 東山奈央 LINE BLOG （页面存档备份，存于）（日語）
  - Nao's Blog（已遷至LINE BLOG）（日語）
- 東山奈央的Dream*Theater節目網站 （页面存档备份，存于）（日語）
- 東山奈央的Dream*Theater節目部落格 （页面存档备份，存于）（日語）